# 十津川村立十津川第二小学校
十津川村立十津川第二小学校（とつかわそんりつ とつかわだいにしょうがっこう）は、奈良県吉野郡十津川村平谷にある公立小学校である。

## 概要
十津川村の南部に位置する、2017年に開校した小学校である。2020年度の児童数は62。「十津川の木に育まれる『希望』の学び舎」で、十津川村産のスギ、ヒノキが校舎の各所に使われている。十津川村立みどり保育所が併設されている。

## 沿革
- 2017年（平成29年）
  - 4月1日 - 十津川村立西川第一小学校・十津川村立西川第二小学校・十津川村立平谷小学校の統合により開校[5]。
  - 4月6日 - 開校式[3]

## 教育目標
「かしこく、明るく、たくましく、豊かに創造する子」

## 校歌
作詞は松實豊繁、作曲は宮本憲二による。歌詞は3番まである。それぞれ「果無の山から さわやかな風が吹いてくる」、「溢れる光と あざやかな緑のやまなみ」、「心のなかを 流れてる清らか十津川」で始まり、いずれも「確かな 未来を創るために 学び合おうよ」で終わる。

## 学区
十津川村のうち、重里、永井、玉垣内、今西、西中、小手山、小坪瀬、迫西川、出谷、上湯川、折立、山手谷、二津野、平谷、込之上、樫原、那知合、谷垣内、山手、猿飼、桑畑、七色。

## 主な進学先
公立学校の場合は、十津川村立十津川中学校へ進学する。

## アクセス
奈良交通および十津川村営バスの平谷口バス停から直線距離で39m。

## 周辺
- 十津川温泉
- 国道168号